# Doce Paixão
Doce Paixão é o segundo single do CD Ver-te Mar da banda Babado Novo. Composta por Ramon Cruz, a música conquistou todos e até hoje é lembrada em shows da cantora Claudia Leitte.

## Videoclipe
O videoclipe foi dirigido por Toth Brondi. A história acontece em um Cyber Café, onde a Claudia Leitte está jogando Second Life.